# Моряков, Валерий Дмитриевич
Вале́рий Дми́триевич Моряко́в (бел. Валеры Маракоў; 27 [14] марта 1909 — 29 октября 1937) — белорусский поэт и переводчик.

## Биография
Родился 27 (14) марта 1909 в посёлке Козырево Минского района (теперь в черте Минска). В 1924 окончил 4-ю Минскую семилетку и до конца 1925 работал каменщиком вместе со своим отцом, Дм. Моряковым. С июня 1925 в печати начали появляться его первые стихи («Чырвоная змена», «Малады араты» и др.). В декабре назначен секретарём редакции журнала «Піянер Беларусі». Принадлежал ко «второму призыву» (1926) молодняковцев. Первый сборник стихов вышел в 1926, второй — в 1927. В том же самом году поступил в МБПТ, но после двух курсов вызван с учёбы и назначен руководителем литературного отдела газеты «Савецкая Беларусь», где работал с перерывом до конца 1930 года.
М. Горецкий в то время писал о нём: «Моряков отличается лиричностью, эмоциональной напряжённостью, звучностью своих стихов. У него много чувства, он любит яркие краски и звучание». С. Шушкевич позже вспоминал: «Морякова заметил и окрылил отцовской лаской и нежностью Янка Купала. Народный поэт не раз приглашал юношу к себе на свою квартиру и наслаждался его первыми творческими шагами, дал поэту не одну свою книгу с тёплым и радушным автографом». В 1931 Моряков поступил на литературно-лингвистическое отделение МПИ (закончил в 1934). Одновременно работал в журнале «Чырвоная Беларусь». Член СП Белоруссии с 1934.
В марте 1935 года был арестован органами Госбезопасности. После 3 месяцев пребывания во внутренней тюрьме НКВД освобождён.
Повторно арестован 6.11.1936. В октябре 1937 года, после года пыток изувеченного Морякова тройка НКВД осудила как «члена контрреволюционной национал-фашистской организации» к высшей мере наказания с конфискацией имущества. Расстрелян 29.10.1937 во внутренней тюрьме НКВД Минска, либо Пищаловском замке.
Реабилитирован военной коллегией Верховного суда СССР 23.4.1957. Особое дело М. № 10234-с содержится в архиве КГБ Беларуси.
Творчество Валерия Морякова было заново открыто для белорусского читателя и факты его трагической биографии были расследованы благодаря целеустремлённому труду его племянника, Леонида Морякова, известного белорусского историка-энциклопедиста и писателя. Л. Моряков опубликовал монографию, посвящённую жизни и творчеству поэта, а также разместил на своём веб-сайте его работы в электронном формате, вновь открыв таким образом доступ массам к потерянному некогда наследию большого поэтического таланта Беларуси.

## Критика
- Рагойша В. Сердце, согретое грустью // Вопросы литературы. 1990. № 6
- Пруднікаў П. Паэт эмоцый // Маладосць. 1998. № 3
- Грахоўскі С. Растаптаныя пялёсткі // Голас Радзімы. 1998. 7 мая
- Звонак А. З успамінаў аб В. Маракове // Першацвет. 1998. № 10-11
- Маракоў Л. Валеры Маракоў: Лёс, хроніка, кантэкст. Мн., 1999